# Paul Viktor Neugebauer
Paul Viktor Neugebauer (* 5. Dezember 1878 in Breslau; † 3. März 1940 in Wernigerode) war ein deutscher Astronom.
Paul Viktor Neugebauer war Sohn des Oberlehrers Paul Neugebauer und seiner Ehefrau Valeska (geb. Groetschel). Er schloss das Gymnasium 1897 mit dem Reifezeugnis ab und studierte anschließend an der Breslauer Universität Astronomie, Mathematik und Physik. Im Jahre 1900 beendete er das Studium mit einer Dissertation zur Störungsrechnung.
Sein Vater hatte bereits lange Jahre hindurch als auswärtiger Mitarbeiter Berechnungen für das Astronomische Rechen-Institut in Berlin ausgeführt. Im Jahre 1901 trat Neugebauer eine Stelle als wissenschaftliche Hilfskraft am Rechen-Institut an. Sein Arbeitsgebiet waren zunächst die Kleinplaneten, für welche erste Bahnbestimmungen, Bahnverbesserungen, Störungsrechnungen, definitive Bahnbestimmungen und die Berechnung von Ephemeriden durchzuführen waren. Ab 1911 übernahm er die Redaktion des vom Rechen-Institut herausgegebenen Astronomischen Jahresberichts, von dem er bis 1935 insgesamt 17 Jahrgänge herausgab – mit einer mehrjährigen Unterbrechung durch den Kriegsdienst und vorübergehende  Arbeiten über Kleinplaneten sowie für das Berliner Astronomische Jahrbuch. 1914 wurde Neugebauer zum Observator ernannt, 1924 erhielt er die Amtsbezeichnung Professor.
Neben seinen dienstlichen Verpflichtungen bearbeitete Neugebauer auch chronologische Themen. Da die von Astronomen benutzten Tafeln zur Berechnung der Sonnen-, Mond- und Planetenbewegungen für die Benutzung durch Historiker einerseits zu kompliziert, andererseits unnötig genau waren, erstellte Neugebauer vereinfachte Tafeln für historische und chronologische Zwecke. Er gab 1904/1905 zunächst „Abgekürzte Tafeln der Sonne und der großen Planeten“, „Abgekürzte Tafeln des Mondes“ sowie „Tafeln zur Berechnung der Auf- und Untergänge der Gestirne“ heraus. Eine bald notwendige Neuauflage erschien in völlig überarbeiteter und stark erweiterter Form als „Tafeln zur astronomischen Chronologie“ in 3 Bänden. Es folgten das  Lehrbuch „Astronomische Chronologie“ in zwei Bänden, die „Hilfstafeln zur technischen Chronologie“ und andere chronologische Veröffentlichungen.
Neugebauer beteiligte sich tatkräftig an Arbeiten zum „Neuen Fundamentalkatalog“ von J. Peters, an verschiedenen großen Tafelwerken, an Hermann von Struves Satellitentheorien, an Bestimmungen von Doppelsternbahnen für Wilhelm Oswald Lohse und an der Störungsrechnung der Bieliden. Darüber hinaus befasste er sich mit wissenschaftlich-technischer Photographie, betrieb botanische Studien und legte eine Gesteinssammlung an.

## Werke (Auswahl)
- Ein Beitrag zur Theorie der speziellen Störungen mit Anwendung auf eine Verbesserung der Bahn des Planeten (196) Philomela. Diss., Breslau 1901
- Abgekürzte Tafeln der Sonne und der großen Planeten. Berlin 1904 (online)
- Abgekürzte Tafeln des Mondes nebst Tafeln zur Berechnung der täglichen Auf- und Untergänge der Gestirne. Berlin 1905 (online)
- Astronomische Chronologie. in 2 Bänden, Berlin 1929